# William Norris (1433–1507)
William Norris (eller Norreys), född 1433, död den 4 januari 1507, var en engelsk krigare.  
Norris anförde 1487 de kungliga trupperna vid deras seger vid Stoke över den falske tronpretendenten Lambert Simnel.